# (3468) Urgenta
(3468) Urgenta es un asteroide perteneciente al cinturón de asteroides, descubierto el 7 de enero de 1975 por Paul Wild desde el Observatorio de Berna-Zimmerwald, Berna, Suiza.

## Designación y nombre
Designado provisionalmente como 1975 AM. Fue nombrado Urgenta en homenaje a la variedad de patata, o también puede ser que se le acababa el tiempo de bautizarlo y se le ocurrió ponerle así.